# Српска краљевска војска
Војска Краљевине Србије је била оружана сила Краљевине Србије од проглашења Србије краљевином 1882. до стварања Краљевства Срба, Хрвата и Словенаца 1918. године.

## Историја

### Стварање српске војске
У првом периоду српске аутономије, коју је, после успешног рата са Турском (1827—1829), издејствовала Русија и постала Једренским миром високи покровитељ српске аутономије, та сила је дала печат првобитном развоју српске стајаће војске. Малу војску, почевши од униформе, организовала је Русија по властитом узору. Активни официри су били из Русије, уведени су руски закони и егзерцир. У периоду од 1830. до 1836. године формирани су постепено батаљон пешадије, коњички ескадрон и топовска батерија. Тада је у Русију послата и прва група од 12 младића на школовање за официре. Први српски закон о устројству гарнизоног војинства донесен је 1838. године. Војска се у тој првој фази свог развоја налазила под надлежношћу Министарства унутарњих дела.
Стајаћа војска Србије имала је крајем 1847. године једва 2.438 официра, стручних припадника и војника. Пешадија је била увећана за још један батаљон од четири чете.
Аустрија није благонаклоно гледала на развој српске државности, па ни њене војске. У првој фази развоја Српске војске није било неких посебних утицаја. Касније, током 1860. године почели су преласци млађих српских официра из Аустроугарске у Српску војску. У њу су долазили и други, махом Словени, лекари, апотекари, инжењери, музичари, али и официри родова. Србија је 1867. донела Закон о примању страних официра.

Будући генерал Миливоје Блазнавац, са својим ратним искуством из 1848. и потоњим школовањем у Бечу и Француској, пренео је Гарашанину идеје о потреби модернизације у наслону на француску школу и одлучујуће утицао да се у Србији отвори Артиљеријска школа (Војна академија). С друге стране, интереси Француза за Србију због Кримског рата доводе до блиске сарадње у подизању Тополивнице и образовања кадра. Тада створене везе довешће до тога да први министар војни у Србији буде управо Француз Иполит Монден (1861—1865), који је као капетан био задужен да 1856. направи темељну студију о Србији. Но, данас би рекли да је прагматичном и технократском приступу кнеза Михаила да војску воде и развијају најстручнији, без обзира на династичке предрасуде, морала претходити смрт старог кнеза Милоша, који је у прогону присталица Карађорђевића после 1858. отерао из земље или у изолацију најистакнутије промоторе модернизације, Заха и Блазнавца међу осталима.
Монден је практично устројио ново Министарство војно. У његовој компетенцији било је и министарство грађевина или доследно, према француском узору – Јавних радова. Путеви, мостови, водоснабдевање, а касније и железнице, биле су у свим европским земљама најважнији услов мобилизације и ратних операција. Монденова десна рука био је Блазнавац. Руска правила и закони замењени су француским, или су били нешто мало прилагођени српским приликама. Установљени су пензиони фондови за помоћ официрима и подофицирима, реорганизована здравствена служба, унапређено је и коњогојство као предуслов подизања ратне армије, и много штошта другог. Српска скупштина је пре самог доласка Мондена донела Закон о Народној војсци. У ту снагу од сто до сто педесет хиљада бораца, са којом Михаило мисли да води ослободилачке ратове, једино верују Французи, који су имали у рукама извештаје Мондена, али и искуства из својих ратова у Италији, на Криму и Гарибалдијевих похода. Народна војска, сада опремљена и бројнијом артиљеријом, видно је напредовала захваљујући највише управо националном полету.
- Униформа пешадијског официра српске војске из 1900. године.
- Поверљива информација о саставу Српске војске из 1901. године.
- Униформа Официра Српске и Југословенске Војске из 1919. године.
- Михаило Петровић Алас у униформи резервног потпуковника краљевске војске.

Искуства Српско—турских ратова 1876–1878. године утицала су на даљи развој српске војске и њено модернизовање. Српски официри су се жалили на наоружање, па и на руско командовање у првом рату (1876). Уочен је недостатак већег броја активних старешина и способних подофицира, али и да су обични војници недовољно обучени. Све то је утицало да се после рата повећа број питомаца у школама, установи шира мирнодопска формација, која би обухватила природни прираштај мушког становништва.
Нежељени рат, у који је краља Милана гурнула Аустрија, рат против Бугарске кнежевине 1885. године, дао је нове импулсе. Милан, иако се првобитно повукао са престола, касније постаје командант војске и иницира најзначајнију реформу која ће бити основа формације за ослободилачке ратове 1912–1918. године.

За јачање и осавремењивање српске војске у свим временима пресудна је била сагласност владарског дома и најистакнутијих политичких чинилаца, те носилаца највиших војних положаја са циљевима националне политике у ближем и даљем периоду. У томе је само повремено било краћих периода неслагања, сумње или потпуног раскорака. У временима пресудне доминације политичког фактора у односу на војску и њене потребе, било је повремено тешко прогурати војне наруџбе, па и најнужније приоритете да земља не би заостала за суседним земљама и да би имала перспективну снагу одвраћања и у случају заоштравања односа са великим силама. На примеру Србије се могло пратити на каквим искушењима је једна мала, економски нејака и сиромашна земља, која поред одбране има и других преких потреба.

### Униформе
Војска краљевине Србије је у више наврата мењала униформе. Током српско-турских ратова 1876-1878 и српско бугарског рата 1885 у време владавине династије Обреновића,војска је носила плаве шајкаче, блузу смеђе боје и плаве чакшире. Од обуће обични војници су носили опанке, а официри чизме. Официри су по узору на француску војску носили плаве кепије. Касније 1908 у време владавине династије Карађорђевића усвојена је униформа М1908, тј шајкача и униформа маслинасто зелене боје за војнике првог позива. Други позив је делимично имао униформу, углавном шајкачу или блузу, а неки од војника су носили делове старих униформи. Трећи позив је носио обичну народну ношњу, углавном шубаре, црне гуњеве и чакшире.Обућа обичних војника  у мањој мери се састојала од цокула, док је већински војска носила опанке.Официри су носили чизме.Официри су такође усвојили маслинасто-зелену униформу М1908, с тим што уместо кепије, носила се шајкача са визиром опшивена на ивицама златним нитима и са беџом војске. После 1906. и повлачења преко Албаније, услед оштећења старих униформи, војска краљевине Србије усвојила је потпуну француску униформу, која се састојала од Адријана металног шлема, плаве униформе и чакшира и француских цокула.

### Балкански ратови
Србија је на почетку Првог Балканског рата успела да сазове 230.000 војника са 230 топова, груписаних у 10 пешадијских дивизија, две независне бригаде и једну коњичку дивизију под ефективном командом бившег министра рата Радомира Путника. Српска висока команда, је према предратно формираним стратегијама закључила да ће се одлучујућа битка против Турске Вардарске армије највероватније одиграти у висоравни Овче Поље, испред Скопља. У ту сврху су основане три армије чији је задатак био да напредују према Скопљу, док су једна дивизија и независна бригада имале да делују са Црногорцима у Новопазарском санџаку.
Прва армија, под командом генерала Петра Бојовића, била је највећа по броју и снази, зато је чинила центар снага које су напредовале према Скопљу. Друга армија, под командом генерала Степе Степановића, састојала се од једне српске и једне бугарске дивизије. Чинила је лево крило снага и имала је наређење да напредује према Страцину. Укључење бугарске дивизије у другу армију, је био чин предратног договора између српских и бугарских команданата, али је одмах по почетку рата бугарска дивизија одбила да слуша и поштује наређења генерала Степе Степановића, и само је поштовала наређења која су стигла из бугарске високе команде. Трећа армија, под командом генерала Божидара Јанковића, чинила је десно крило и имала је задатак да ослободи Косово и Метохију и после тога да се придружи осталим двема армијама у очекиваној бици код Овче Поља.
Први балкански рат, који је трајао од 8. октобра 1912. до 30. маја 1913. године су водиле балканске земље: Србија, Црна Гора, Грчка и Бугарска (чланице Балканског савеза) против Османског царства. Армије балканских држава су успеле да савладају бројчано слабије и стратешки лоше организоване армије Османског царства што им је омогућило да постигну брзу победу. Рат је окончан миром по коме је Османско царство било принуђено да се одрекне скоро свих својих територија на Европском континенту (Балканском полуострву), које су касније подељене међу савезницима и на којима је касније створена нова држава - Кнежевина Албанија. Упркос њиховој апсолутној победи у Првом балканском рату, чланице Балканског савеза су биле незадовољне постигнутим мировним уговором, јер је мировни уговор, који су скројиле велике силе, био противан ранијим договорима и плановима које су чланице савеза међусобно закључиле и договориле. Отклањањем претње коју је представљало Османско царство и незадовољство мировним уговором, подигле су се тензије међу доскорашњим савезницама што је ускоро резултовало Другим балканским ратом.
Други балкански рат је вођен од 29. јуна до 31. јула 1913. године између Бугарске са једне и Србије, Црне Горе, Грчке, Румуније и Османско царства са друге стране. Исход рата је учинио Србију, савезницу Русије, важном регионалном силом, узбунивши Аустроугарску и на тај начин индиректно дао важан повод за Први светски рат.
Рат на дотадашње савезнике, започео је општим ноћним нападом Бугара на српску војску, без претходне објаве рата. Већина бугарске армије је била концентрисана према српској војсци на реци Брегалници.

### Први светски рат

#### Команда
Врховни командант је био престолонаследник Александар, начелник генералштаба је био војвода Радомир Путник, а његов заменик генерал Живојин Мишић. До 30. јула 1914. године, Путник је мобилисао око 420.500 људи у пет армија, којима су командовали Путникови ученици из Српске војне академије.
Српска војска је била организована у обласне армије:
- Прва армија којом је командовао генерал Петар Бојовић а касније генерал / војвода Живојин Мишић;
- Друга армија под командом генерала / војводе Степе Степановића;
- Трећа армија под командом генерала Павла Јуришића Штурма;
- Ужичка војска под командом генерала Милоша Божановића; и
- Армија нових области под командом генерала Петра Бојовића и четири одреда која су имала дивизијски статус.

#### Подела по позивима
Српска војска је била састављена од јединица „првог позива“ (мушкарци узраста од 21. до 31. године), „другог позива“ (мушкарци узраста од 32. до 37. године) организованих у Народну војску, потом " трећег позива " (мушкарци од 38. до 45. година ) и Последњу одбрану (мушкарци узраста од 18 до 20 и 46 до 50 година) чије су јединице биле на гарнизонској и стражарској дужности. Србија пре 1913. године је била организована у пет војних области које су имале статус корпуса - Моравска, Дринска, Дунавска, Шумадијска и Тимочка. Свака је названа по локалним рекама и регрутовала је једну пешадијску дивизију првог позива, једну пешадијску дивизију другог позива, три пешадијска пука трећег позива; један ескадрон коњице, који је имао статус чете, трећег позива; и одређени број позадинских пешадијских батаљона и коњичких ескадрона трећег позива. Постојали су и традиционални нередовни четнички, герилски, одреди и чете. Још пет области су у августу 1913. године организоване у Старој Србији - Ибарска, Косовска, Вардарска, Брегалничка и Манастирска (Битољска). Али до јула 1914. у овим областима је регрутована само једна комбинована пешадијска дивизија, а 1915. подигнута је Вардарска и започела организација Брегалничке дивизије. Коњичке дивизије су се регрутовале на националном нивоу. Постојао је и Краљевски гардијски пук (два коњичка ескадрона, тј. 416 људи), граничарске јединице и Армијски ваздухопловни корпус (основан 24. децембра 1912. године), као и пет паравојних жандармеријских (полицијских) батаљона.

#### Организација јединица
Пешадијске дивизије првог позива, са 430 официра 19.000 људи, састојале су се од четири пешадијска пука (у пуку од 4.112 људи је било четири батаљона, а сваки батаљон од 1.112 људи је имао једну митраљеску и четири пешадијске чете); коњичког пука (четири ескадрона од 130 људи); пука пољске артиљерије који се састојао од четири дивизиона, од којих је сваки имао три батерије са четири топа| дивизијских служби - две инжињеријске чете, понтоне и водове везе; снабдевачке и муницијске коморе, медицинске чете и четири пољске амбуланте, као и интендантске службе. Дивизије другог позива су имале 15.000 људи у три пешадијска пука; коњички пук (са два ескадрона); дивизион пољске артиљерије и редуковане дивизијске службе. Коњичка дивизија са 60 официра и 11.900 људи је имала: две бригаде, свака са два коњичка пука од 850 коњаника (један ескадрон митраљезаца и четири коњаничка ескадрона са 210 људи су сачињавала пук један батаљон коњаничке артиљерије (две батерије и четири топа); дивизијске службе, коњанички вод везе и муницијску комору.

#### Борбена дејства
Српска војска прекаљена у два Балканска рата је одбила три аустроугарске инвазије током 1914. године (Види: Прва аустроугарска офанзива на Србију, Друга аустроугарска офанзива на Србију и Трећа аустроугарска офанзива на Србију). Посебно се истакла у Церској и Колубарској битки. Међутим новембра 1915, угрожена Тројном инвазијом од стране Аустроугарске, Немачке и Бугарске и ослабљена слањем у Албанију 20.000 људи у виду Албанског одреда (генерал Драгутин Милутиновић), главнина снага која је бројала око 400.000 људи била је принуђена на повлачење преко Албаније. Српска војска је на јадранску обалу стигла средином децембра 1915. одакле је превезена на Крф и у Бизерту до 15. фебруара 1916.
Од новембра 1915. до октобра 1918. трајала је окупација Краљевине Србије од стране Централних сила. Југоисточну Србију је анектирала Бугарска, а остатак Србије (осим Косова, Метохије и Македоније) је био под аустроугарским војним властима или под заједничком влашћу окупационих Централних сила. Око 3.500 аустроугарских жандарма и војних полицајаца се супротстављало четничким герилцима, док су бугарске и аустроугарске трупе заједно угушиле Топлички устанак (фебруар-март 1917) у југоисточној Србији.
Око 145.000 српских војника је евакуисано на Крф где је, до 15. априла 1916. године, обновљена Српска војска под командом војводе Мишића, са генералом Бојовићем као начелником генералштаба. Оформљене су три армије, свака са по две обновљене пешадијске дивизије 1. армија (пуковник Милош Васић), 2. армија (војвода Степа Степановић) и 3. армија (генерал Павле Јуришић Штурм); ова последња је расформирана 28. марта 1917. године. Свака дивизија снаге 20.000 људи се састојала од 3 пешадијска пука (по један првог, другог и трећег позива), сваки пук од три батаљона са три чете и једним митраљеским водом. Постојао је и ескадрон од 150 коњаника; пук пољске артиљерије (са три дивизиона по две батерије); и дивизијске службе, две инжињеријске чете и инжињеријски парк; пекарска и занатлијска чета; две коморе; медицинска чета и три пољске амбуланте.
Вардарска дивизија снаге 12.000 људи је апсорбовала Комбиновану дивизију, а оформљена је и коњичка дивизија. Крајем јуна 1916. године у Русији је од балканских ратних заробљеника формирана 1. српска добровољачка дивизија, снаге 18.000 људи, и борила се у руско-румунској Добруџа армији. У септембру 1916. је формирана и друга дивизија и обе су груписане у Српски добровољачки корпус у Одеси, под командом генерала Михаила Живковића. Током 1917. године ова јединица од 28.000 људи се прикључује српској војсци на Солунском фронту под именом Југословенска дивизија. Српска војска је предводила напад кроз Македонију у септембру 1918. године чиме је допринела избацивању бугарских и аустроугарских армија из рата. Херојски подвизи српске војске током Великог рата су задобили централно место у историји Србије, као и дивљење Антанте која је Србији гарантовала водећу улогу у Краљевству Срба, Хрвата и Словенаца, конституисаном 1. децембра 1918. године.

## Наоружање
Оружје у Краљевини Србији се производило у Војнотехничком заводу у Крагујевцу. Постојале су и барутане: барутана Страгари и барутана Обилићево код Крушевца. Пред Први светски рат барутана Обилићево је производила савремен бездимни барут.
Војска Краљевине Србије је као основно пешадијско наоружање користила пушке „Маузер” М-1899. Српска војска је купила 90.000 ових пушака 1899. године.
Иако се муниција калибра седам милиметара производила у Крагујевцу, купована је и у иностранству. Године 1903. и 1907. купљена је муниција у аустроугарским фабрикама. Године 1907. купљено је још 34.000 пушака М-1899. Ове пушке су биле усавршене у односу на оне купљене 1899. Србија је набавила и 10.800 карабина М-1908 који су били намењени за коњанике. Такође у Војнотехничком заводу је преправљено 43.000 старих једнометних пушака у брзометне пушке калибра 7 милиметара. Ово је обављено по конструкцији пуковника Гојка Ђурића. Ово преправљено оружје је било намењено трупама другог позива. Године 1910. је купљено 32.000 пушака М-1910. Овом куповином је комплетна војска првог и другог позива наоружана савременим брзометним пушкама. Старе једнометне пушке „Маузер кока” М-1880 и „Бердан” М-1871 су остале у наоружању трећег позива.
У наоружање војске Краљевине Србије је 1909. године уведено 250 митраљеза типа „Максим” М-1909. Сваки пешадијски пук је имао одељење са 4 митраљеза.
Краљевина Србија је једна од првих земаља која је увела ручне бомбе у модерном облику у своје наоружање. Војно технички завод је дневно производио од 800 до 1000 ручних бомби. Ова врста ручне бомбе је конструисана 1898. године за четничке јединице у Македонији и на Косову и Метохији. Бомбу је конструисао пуковник Миодраг Васић. Пошто се бомба показала као ефикасна у четничким акцијама уведена је у наоружање војске Краљевине Србије 1912. године.
Након Балканских ратова српска војска је запленила различито оружје. У наоружању су се нашле турске пушке „Маузер” М-1890, М-1893 и М-1903, калибра 7,65 милиметара, бугарске „Манлихерке” М-1888/90 и М-1895, калибра осам милиметара. Заплењеним оружјем су се углавном опремљене новоосноване јединице у крајевима ослобођеним након Балканских ратова. Међутим недостатак муниције је ограничавао употребу заплењеног оружја.
Након почетка Првог светског рата, мањак брзометних пушака надокнађен је у августу 1914. године када је из Царске Русије стигло 120.000 пушака „Мосин-Наган” М-1891 и 90 милиона метака калибра 7,62. Ове пушке је прво добила Тимочка дивизија првог и другог позива, а након тога и многе друге јединице другог позива.
Током 1916. године на Крфу и на Солунском фронту српска војска добија француско оружје. Србија је од Француске добила 106.000 пушака „Бертје” М-1907/15 и 9.000 артиљеријских карабина Бертје. За позадинске јединице је добила 20.000 једнометних пушака „Грас” М-1874/14. Српска војска је добила и 300 француских митраљеза „Сент етјен”, као и 5.000 пиштоља „Рyби” М-15.
Почетком 1917. године је у наоружање уведен пушкомитраљез „Шоша” ЦСРГ М-1915 калибра осам. Ручне бомбе су коришћене у великим количинама, најчешће кашикаре Ф-1 (одбрамбена) и ОФ-1(нападна). Коришћене су и тромблонске бомбе „Вивен-бесиер”, као и бацачи бомби „азен” М-1915.

## Занимљивости
Војска краљевине Србије из доба Обреновића најбоље је приказана у филму Тимочка буна и серијама Последња аудијенција, Крај династије Обреновић итд. док је војска краљевине Србије из доба Карађорђевића приказана у филмовима Марш на Дрину, Краљ Петар Први, Заспанка за војнике, као и у серијама Димитрије Туцовић, Наше мале приредбе и Изданци из опаљеног грма.

## Галерија
- Српски војник са Мосинком на Ада Циганлији
- Маркица са приказом пробоја Солунског фронта, на којој је српска војска приказана у француским униформама са Адријан шлемом
- Вардарска дивизија на Крфу
- Летња униформа Српског пешадинца првог позива од 1912 до 1915
- Јесења и зимска униформа Српског официра од 1912 до 1915
- Капа српског официра
- Адријана шлем Српске војске на Солунском фронт коришћен од 1916 до 1918
- Француски тип униформе српске војске са Адријана шлемом коришћен од 1916 до 1918
- Борбе на Кајмакчалану 1916.